# Джемилев, Мустафа Абдулджемиль
Мустафа́ Абдулджеми́ль Джеми́лев (крымскотат. Mustafa Abdülcemil Cemilev, крымскотат. Mustafa Cemiloğlu, укр. Мустафа Джемілєв; род. 13 ноября 1943, Ай-Серез, Крымская АССР, РСФСР, СССР) — советский правозащитник и диссидент, украинский политический деятель, один из лидеров крымскотатарского национального движения, председатель Меджлиса крымскотатарского народа в 1991—2013 годах. Герой Украины (2023).
За свои политические взгляды и антисоветскую деятельность Джемилев был исключён из вуза и семь раз представал перед судом. Всего он провёл в местах лишения свободы пятнадцать лет: был заключённым в 1966—1967, 1969—1972, 1974—1975, 1975—1976, 1983—1986 годах и отбывал ссылку в Якутии в 1979—1982 годах. Один из основателей и член Инициативной группы по защите прав человека в СССР. После провозглашения независимости Украины Джемилев включился в её политическую жизнь. С 1998 года — народный депутат Украины III, IV, V, VI, VII, VIII и IX созывов, автор нескольких десятков законопроектов, член комитета Верховной рады Украины по вопросам прав человека, национальных меньшинств и межнациональных отношений (с 1998 года), председатель подкомитета по вопросам депортированных народов, национальных меньшинств и жертв политических репрессий (2003—2007), председатель подкомитета по вопросам этнополитики, прав коренных народов и национальных меньшинств Украины, жертв политических репрессий (с декабря 2012 года).
Во время российской аннексии Крыма Джемилев поддержал территориальную целостность Украины и не признал референдум о статусе Крыма. В конце 2015 года выступил одним из организаторов блокады полуострова.

## Биография
Мустафа Джемилев родился 13 ноября 1943 года во время немецкой оккупации Крыма в селе Ай-Серез (ныне Междуречье) Судакского региона Крымской АССР.
18 мая 1944 года семья Джемилевых была вместе со всем крымско-татарским народом депортирована из Крыма в Узбекскую ССР.
По окончании школы в городе Гулистане в 1959 году работал токарем на авиационном заводе в Ташкенте, затем слесарем и электрослесарем.
В 1962 году Джемилев поступил в Ташкентский институт инженеров ирригации и мелиорации сельского хозяйства, откуда был исключён в 1965 году за «националистический» «Краткий исторический очерк тюркской культуры в Крыму в XIII—XVIII веках» и критику депортации крымских татар.
В мае 1966 года был призван в армию, но отказался служить и был приговорён за это к 1,5 годам лишения свободы, был освобождён в ноябре 1967 года.

### Правозащитная деятельность
В 1969 году стал одним из учредителей «Инициативной группы по защите прав человека в СССР».
В сентябре 1969 года был арестован по обвинению в «составлении и распространении документов, порочащих советский государственный и общественный строй». 12 января 1970 года ташкентским судом был приговорён к лишению свободы на три года.
В 1972 году был освобождён, работал инженером в совхозе.
В июне 1974 года был арестован и был приговорён к одному году лишения свободы по обвинению в уклонении от военных сборов. В 1975 году за три дня до окончания срока заключения против него было возбуждено новое уголовное дело по обвинению в распространении среди заключённых измышлений, порочащих советский государственный и общественный строй. В знак протеста объявил голодовку, которая при принудительном кормлении через зонд продолжалась десять месяцев. В апреле 1976 года Омский областной суд приговорил его к 2,5 годам лишения свободы. Этот судебный процесс описан в воспоминаниях А. Д. Сахарова.
Был освобождён в декабре 1977 года, проживал в Ташкенте.
В феврале 1979 года был арестован по обвинению в злостном нарушении правил административного надзора. Был приговорён к четырём годам ссылки. Ссылку отбывал в Якутии.
В феврале 1983 года был освобождён из ссылки и переехал с женой и ребёнком в Крым, но через три дня был выдворен оттуда и жил в городе Янгиюле, работал слесарем, разнорабочим. Начал издавать нелегальный «Информационный бюллетень Инициативной группы крымских татар имени Мусы Мамута».
В ноябре 1983 года был арестован в пятый раз и обвинён в составлении и распространении документов, порочащих советский государственный строй, а также в организации массовых беспорядков при попытке похоронить умершего отца на территории Крыма. Ташкентским областным судом был приговорён к трём годам лишения свободы. В 1986 году против него было возбуждено новое уголовное дело по обвинению в злостном неподчинении законным требованиям администрации мест лишения свободы. В декабре 1986 года на процессе в посёлке Уптар Магаданской области был приговорён к трём годам лишения свободы условно и освобождён в зале суда.
В апреле 1987 года на Первом Всесоюзном совещании инициативных групп крымскотатарского национального движения, состоявшемся в Ташкенте, был избран в состав Центральной инициативной группы движения.

### ПротивостояниеНДКТи ОКНД
Между более консервативным Национальным движением крымских татар, возглавляемым Юрием Бекировичем Османовым и ОКНД, возглавляемое Мустафой Джемилевым, существовали серьёзные, принципиальные разногласия. НДКТ делало ставку на восстановление национальной государственности, Крымской АССР по ленинскому декрету 1921 года и рассчитывало на содействие партийного и государственного руководства СССР, тогда как ОКНД решительно выступала против советской системы и рассчитывала на создание национальной государственности. Эти разногласия привели сначала к расколу национального движения, а затем, после 1991 года, к фактическому устранению НДКТ с политической арены.
Два лидера имели совершенно разное представление о целях и методах национальной борьбы. ОКНД сразу взяла на вооружение идеологию национализма и приступила к радикальным действиям — подготовке самозахватов земли в Крыму, противостоянию органам власти и правопорядка и т. д. В 1991 году ОКНД при поддержке местных властей провела национальный съезд (курултай) крымских татар, решения которого вызвали обострение межнациональной напряжённости в Крыму: курултай объявил конечной целью создание в Крыму национального государства крымских татар, заявил, что все недра и воды являются достоянием только крымскотатарского народа, и фактически рассматривал всех других жителей Крыма как незаконных пришельцев и граждан второго сорта. Курултай создал специальный орган руководства движением — меджлис крымскотатарского народа, который стал действовать как теневое националистическое правительство Крыма. НДКТ, напротив, пыталось найти возможность того, чтобы возвращение крымских татар на свою историческую родину не обернулось новой трагедией для народа, не спровоцировало кровавый конфликт. Юрий Османов обвинял радикально настроенных оппонентов в стремлении к сиюминутному политическому успеху, в результате которого крымские татары могут стать незваными гостями на своей собственной земле. Он был убеждён, что его противниками из ОКНД движет в большей степени стремление к власти и выгоде, чем забота о будущем своего народа.
Существовало ещё одно обстоятельство, вносившее особую напряжённость в отношения между двумя лидерами и их организациями: Османов считал Джемилева агентом КГБ, внедрённым в движение с целью его раскола и уничтожения, а потому при любой возможности старался разоблачить «провокатора». Сторонники меджлиса, не оставаясь в долгу, распространяли слухи о психическом нездоровье Османова. Тем временем Джемилев, как лидер радикального крыла движения, получил поддержку не только значительной части крымских татар, но и на Западе — в особенности в Турции, где его принимали как национального героя. В честь Джемилева назывались площади и улицы турецких городов, и долгое время для всего мира он был единоличным символом крымскотатарского движения.
В октябре 1990 года Юрий Османов был назначен исполняющим обязанности председателя комитета по делам депортированных народов Крымского облисполкома (прообраз нынешнего Рескомнаца), фактически сформировал его с нуля и развернул активную деятельность, рассчитывая на скорейшее практическое осуществление решений высшего руководства СССР.
Политическая карьера Юрия Османова в Крыму, однако, складывалась не особенно удачно — он не сошёлся во взглядах на переселение и обустройство приехавших крымских татар с крымским руководством. В марте 1991 года он был выведен из состава Комитета по делам депортированных народов за противодействие нецелевому использованию крымскими властями финансовых средств, выделенных из бюджета СССР на возвращение крымских татар из мест депортации в Крым — Юрий Османов отказался завизировать республиканский план строительства на 1991 год, который противоречил решениям союзного руководства: 50 млн рублей из средств, выделенных на программу переселения, были использованы на социальные нужды всего Крыма. Вслед за Османовым Комитет покинули его сторонники. Так было фактически сорвано организованное переселение крымских татар, началось стихийное возвращение, самовольный захват земельных участков, конфликты крымских татар и властей.

### Общественная и политическая деятельность

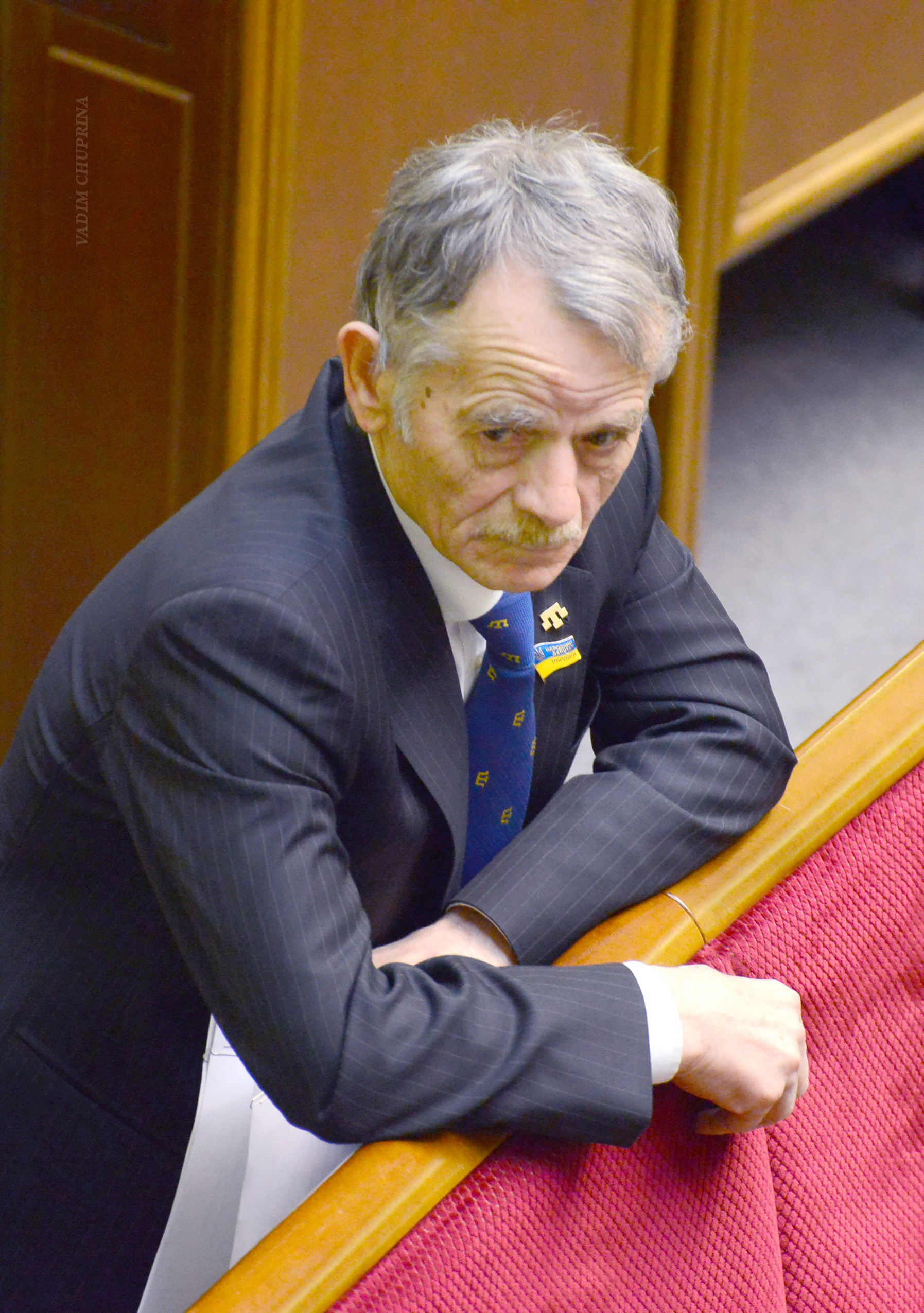
Мустафа Джемилев в Верховной Раде Украины, фото В. Чуприны, 2014

В 1989 году Джемилев вместе с семьёй вернулся в Крым, в город Бахчисарай. Незадолго до этого он был заочно избран председателем Центрального совета Организации крымскотатарского национального движения (ОКНД). В июне 1991 года при поддержке местных властей был созван съезд крымских татар — Курултай крымскотатарского народа. Тогда же был избран и президиум (исполнительный орган) этой организации — Меджлис крымскотатарского народа, который до ноября 2013 года возглавлял Мустафа Джемилев. Как глава меджлиса он боролся с оппонентами из числа крымских татар, проживающих в Крыму, в частности, с Милли Фирка и активистами Национального движения крымских татар (НДКТ) — последователями Исмаила Гаспринского.
В середине 1990-х Джемилев сблизился с Народным рухом Украины (НРУ).
На парламентских выборах 1998 года он был избран народным депутатом Верховной рады Украины по партийному списку НРУ.
На выборах 2002 года Джемилев прошёл в парламент по избирательному списку блока «Наша Украина», в состав которого входил Народный рух.
На парламентских выборах Украины 2006 года он опять стал депутатом Верховной рады Украины от «Нашей Украины».
На выборах 2007 года Джемилев избирался в парламент по избирательному списку блока «Наша Украина — Народная самооборона».
На выборах 2012 года попал в парламент по списку ВО «Батькивщина», где был указан как беспартийный.
В Верховной раде Украины проявил себя как бескомпромиссный сторонник отрицания геноцида армян, в частности, выступив с резкой критикой попытки провести через Верховную раду закон о признании геноцида армян.
С середины 2000-х неоднократно высказывался в прессе о желании снять с себя должность главы Меджлиса, но на очередном Курултае 2007 года попытка сложить полномочия не удалась, так как он был единственным кандидатом, удовлетворявшим подавляющее большинство собравшихся. С ноября 2013 года председателем Меджлиса является Рефат Чубаров.
Участвовал в досрочных парламентских выборах 2019 года от партии «Европейская солидарность» (6 место в партийном списке).

### Деятельность в ходе аннексии Крыма Россией
2014 год
Весной 2014 года Джемилев резко выступил против аннексии Крыма Россией, однако от призывов к акциям протеста воздержался.
11 марта он заявил, что в случае аннексии Крыма Россия рискует получить повторение кровавых конфликтов, как в своё время в Чечне.
12 марта Джемилев встретился в Москве с бывшим президентом Татарстана Минтимером Шаймиевым. Здесь же по инициативе президента России В. Путина состоялся его продолжительный телефонный разговор с Джемилевым, после которого Джемилев рассказал СМИ, в частности, что Владимир Путин, по его словам, дал распоряжение избежать каких бы то ни было эксцессов с крымскими татарами. По заявлению некоторых СМИ, в частности Ирины Геращенко, В. Путин в обмен на поддержку Джемилева также обещал выпустить из тюрьмы его сына Хайсера.
14 марта Джемилев, встретившийся в штаб-квартире НАТО с представителями Европейской службы внешних действий и лидерами НАТО, призвал ввести миротворческие войска ООН в Крым и призвал европейских дипломатов и представителей НАТО не принимать во внимание результаты предстоявшего референдума. 17 марта Джемилев встретился в Измире с премьер-министром Турции Реджепом Эрдоганом.
После аннексии Республики Крым Россией Джемилев заявил, что российские власти запретили ему въезд на территорию Крыма.
31 марта, выступая на неформальной встрече Совета безопасности ООН, созванной по инициативе Литвы и Украины, Джемилев заявил, что только коренное население имеет право решать вопрос самоопределения той или иной территории. Он утверждал, что располагает сведениями, согласно которым реальная явка на референдум в Крыму составила «не 82 %, как утверждалось оккупационными властями, а всего 32,4 %».
В начале апреля Джемилев обращался к правительству Турции с призывом закрыть Босфорский пролив для прохождения российских военных кораблей и направить турецкий флот к берегам полуострова, «чтобы агрессор не чувствовал себя так уверенно»; турецкая сторона, по его словам, ответила, что первый из этих шагов противоречит международным соглашениям по судоходству, а второй требует решения НАТО.
22 апреля Мустафе Джемилеву при выезде из Крыма был вручён «Акт уведомления о неразрешении въезда в Российскую Федерацию» на срок до 19 апреля 2019 года. 23 апреля заместитель руководителя временной группы Федеральной миграционной службы России (ФМС) с местом дислокации на территории Республики Крым, начальник управления ФМС по Новосибирской области Юрий Звягинцев на пресс-конференции, состоявшейся в Симферополе, заявил, что ФМС никакого отношения к этому инциденту не имеет. Джемилев подтвердил, что ему неоднократно говорили о запрете въезда в Россию до 2019 года, но при этом он не получил ни одного официального документа по этому поводу. В марте 2021 года Армянский городской суд в Крыму продлил запрет Мустафе Джемилеву въезд на территорию России до 5 марта 2034 года.
Однако в первых числах мая Джемилев не смог попасть в Крым. Попытавшись добраться в Крым авиарейсом Москва — Симферополь, Джемилев прибыл в Москву из Киева, однако его не пропустили через пункт паспортного контроля, заявив, что ему въезд запрещён. Возвратившись на Украину, Джемилев попытался вернуться в Крым через контрольно-пропускной пункт в Армянске. Эта попытка также не удалась. Трасса Армянск — Херсон была блокирована бойцами ОМОН и других силовых спецподразделений, автомобилями «Урал», бронетехникой. Встречавшие Джемилева крымские татары прорвались сквозь цепь омоновцев, но провести в Крым Джемилева им не удалось.
1 сентября Рефат Чубаров сообщил, что в течение августа в книжных магазинах и у частных торговцев Крыма прошли рейды сотрудников ФСБ по изъятию ряда книг. Среди них оказалась вышедшая в 2014 году книга крымского историка Гульнары Бекировой «Мустафа Джемилев: На протяжении десятилетий голос крымских татар не был услышан».
В 2014—2019 годах Мустафа Джемилев был уполномоченным президента Украины Петра Порошенко по делам крымскотатарского народа. Предложил преобразовать ряд районов Херсонской области в Автономную республику Крым в составе Украины.

#### 2015 год
26 февраля Джемилев призвал президента Украины Порошенко ввести полную блокаду Крыма, отрезав полуостров от снабжения энергоносителями и продуктами питания.
В сентябре Джемилев стал одним из инициаторов экономической блокады Крыма со стороны Украины.

#### 2016 год
21 января Киевский районный суд Симферополя заочно арестовал Джемилева. В отношении Мустафы Джемилева, объявленного в федеральный розыск, было возбуждено уголовное дело по трём статьям УК России, связанных с терроризмом и подрывом основ государственной безопасности России.

#### 2018 год
1 ноября 2018 года были введены российские санкции против 322 граждан Украины, включая Мустафу Джемилева.
В 2016 году Следственный комитет Российской Федерации обвинил Джемилева в попытке въехать в Крым в мае 2014 года, а также в незаконном приобретении боевых патронов и небрежном хранении огнестрельного оружия, что повлекло за собой возможность использования его другим лицом; в июне 2020 года дело передано в суд.

## Семья и личная жизнь

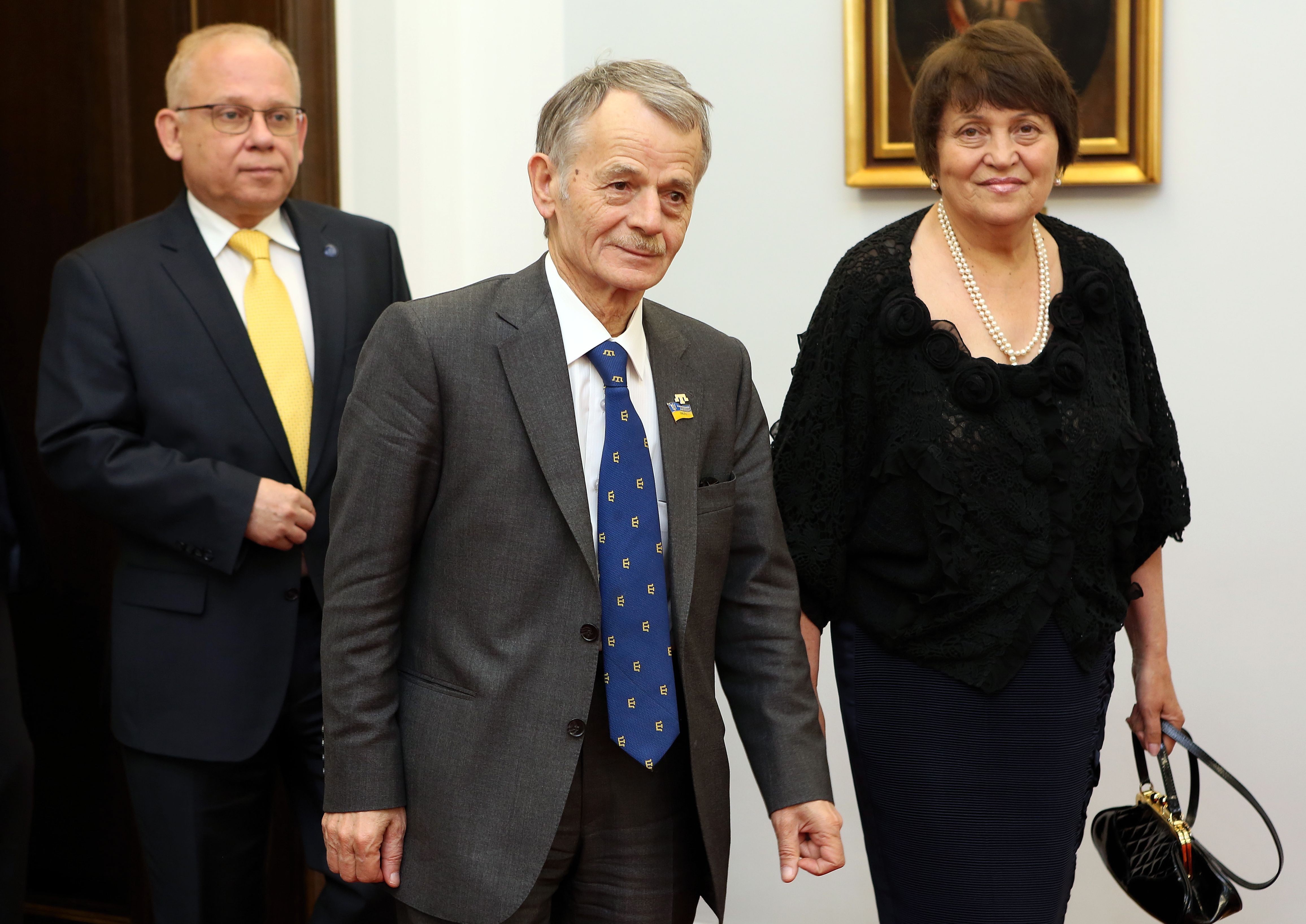
Мустафа и Сафинар Джемилевы во время приёма в Сенате Польской Республики, 3 июня 2014 года

- Абдульджемиль Мустафаев (1899—1983) — отец Мустафы Джемилева[5].
- Махпуре Мустафаева — мать Мустафы Джемилева.
- Анафи Джемилев — сын Махфуре и Абдульджемиля Мустафаевых, брат Мустафы.
- Асан Джемилев — сын Махфуре и Абдульджемиля Мустафаевых, брат Мустафы.
- Шевкие Асанова — дочь Махфуре и Абдульджемиля Мустафаевых, сестра Мустафы.
- Васфие Хаирова — дочь Махфуре и Абдульджемиля Мустафаевых, сестра Мустафы.
- Гульзар Абдураманова (1947—2025) — дочь Махфуре и Абдульджемиля Мустафаевых, сестра Мустафы[47][48].
- Диляра Сеитвелиева — дочь Махфуре и Абдульджемиля Мустафаевых, сестра Мустафы[49].
- Сафинар Мустафаевна Джемилева — вторая жена Мустафы Джемилева. Выпускница Ташкентского государственного педагогического института иностранных языков. Её первый муж умер после тяжёлой болезни, после чего Сафинар посвятила себя движению за возвращение своего народа на родину[50]. Она является председателем Лиги крымскотатарских женщин[51]. Она стала председателем Лиги ещё в начале 1990-х годов[52]. В 2010 году «За большой личный вклад в дело консолидации украинского общества, развитие демократического, социального и правового государства по случаю Дня соборности Украины» президент Украины Виктор Ющенко наградил её орденом княгини Ольги 3-й степени[50].
- Эльдар Симмарович Эбубекиров (род. 31 мая 1974) — приёмный сын Мустафы Джемилева.
- Хайсер Джемилев (род. 14 августа 1981) — младший сын Мустафы и Сафинар Джемилевых[49]. 27 мая 2013 года младший сын Мустафы Джемилева — Хайсер Джемилев застрелил Февзи Эмедова, друга семьи, работавшего в доме Джемилевых в Бахчисарае[53][54]. Киевским районным судом города Симферополя Хайсеру была избрана мера пресечения в виде двухмесячного содержания под стражей в Крымской республиканской психиатрической больнице № 1 Симферополя и определено проведение ряда экспертиз[55]. Мустафа Джемилев выразил соболезнования семье погибшего[56] и подтвердил информацию, что его сын лечился в 2008 году в психиатрической клинике Стамбула и находясь в Таиланде, употреблял марихуану и хотел покончить с собой[57]. 25 ноября 2016 года Хайсер вышел из-под стражи в России[58], а 26 ноября — вернулся в Украину[59].
- Эльзара Абдулджелилова — дочь Мустафы Джемилева от первого брака[60].
- Джанике Абдулджелилова (2002 — 13 августа 2012) — дочь Эльзары. Она умерла в селе Щебетовка, Феодосийского городского совета в результате несчастного случая. На следующий день она была похоронена в той же деревне[60][61].

## В искусстве
- 2016 — «Мустафа»[62]. Документальный фильм Эрнеса Сарыхалилова «о борьбе Джемилева за возвращение в Крым из ссылки во времена СССР, о судебных преследованиях и о 15 годах, проведённых Джемилевым в советских лагерях в качестве политического заключённого»[63][64][65].

## Награды и звания
- Премия Нансена (1998)[66].
- Лауреат Международной премии им. Филиппа Орлика «За демократизацию украинского общества» (апрель 2001).
- Орден князя Ярослава Мудрого V степени (21 августа 2001) — за значительный личный вклад в социально-экономическое и культурное развитие Украины, весомые трудовые достижения и по случаю 10-й годовщины независимости Украины[67]
- Орден князя Ярослава Мудрого IV степени (12 ноября 2003) — за выдающиеся личные заслуги перед Украиной в государственном строительстве, развитии межнациональных отношений и по случаю 60-летия со дня рождения[68].
- Почётная грамота Кабинета Министров Украины (4 декабря 2003) — за значительный вклад в защиту прав человека, развитие межнациональных отношений и активную общественно-политическую деятельность[69].
- Орден «За интеллектуальную отвагу» (2007).
- Премия им. Виктора Голланца[англ.] (2005).[70]
- Премия «Свет справедливости[укр.]» (2011)[71].
- Медаль «Патриот Украины» от общественной организации «Український Орден Морський Хрест» (2012)[72]
- Орден Республики (2014, Турция)[73].
- Наградное оружие — пистолет «Форт-9» (23 июля 2014)[74].
- Премия Солидарности[пол.] (Польша, 2014)[75][76].
- Рыцарский крест ордена «За заслуги перед Литвой» (2015, Литва)[77].
- Орден Свободы (23 августа 2018) — за значительный личный вклад в государственное строительство, социально-экономическое, научно-техническое, культурно-образовательное развитие Украины, весомые трудовые достижения и высокий профессионализм[78].
- Большой крест ордена Заслуг перед Республикой Польша (2021, Польша).
- Герой Украины с вручением ордена Державы (13 ноября 2023) — за выдающийся личный вклад в становление и развитие независимого Украинского государства, мужество и самоотверженность в отстаивании прав крымскотатарского народа, многолетнюю плодотворную политическую и общественную деятельность[79].
- Медаль «За заслуги» I степени (2024, Чехия)[80].
- Почётная грамота Верховной Рады Украины.
- Парки, названные именем Джемилева открыты в турецких городах Конья и Бурса.[81][82]
- Почётный доктор политических и социальных наук Сельджукского университета[англ.] (1996)[83]
- Почётный доктор в области организации и управления Технологического университета Гебзе (1998, Турция).[84]
- Почётный доктор в области международных отношений Университета Чанаккале имени 18 марта[англ.] (2014)[85].
- Почётный доктор Университета Улудаг[англ.] (2014)[86].
- Почётный доктор Университета Миколаса Ромериса (2016, Литва)[87].
- Почётный гражданин города Кастамону (Турция).
- Почётный гражданин города Кырыккале (Турция).